# 豊受大神宮
豊受大神宮（とようけだいじんぐう、とゆうけだいじんぐう）は、三重県伊勢市豊川町にある神社。伊勢神宮の2つの正宮のうちの1つである。一般には外宮（げくう）と呼ばれる。式内社（大社）。

## 概要
伊勢市街地、JR・近鉄伊勢市駅から外宮参道を通って5 - 6分ほど歩いた所に鎮座する。皇大神宮（内宮）とともに正宮を構成し、古来、両宮を参拝する際は外宮を参拝した後に内宮へ参るのがしきたりとされる。これは「外宮先祭（げくうせんさい）の礼」と呼ばれる。
伊勢の中心にありながら、境内は平清盛が勅使として参った時に冠にその枝が触れたとされる古木「清盛楠」や、初夏には三重県花ハナショウブが咲き乱れる「勾玉池」などの自然が豊富に残され、非日常空間を形成する。
境外には伊勢の中心業務地区（CBD）かつ鳥居門前町の本町があり、伊勢市観光協会がここに本部を構える。外宮参道や駅前通り界隈には土産物店・旅館と銀行や大手企業の支社・支店が混在している。
建物は皇大神宮と同様に外側から板垣・外玉垣・内玉垣・瑞垣の四重垣に囲まれ、南北の門に宿衛屋が置かれている。建物は神宮衛士が交代勤務で24時間、警備・管理を行っている。
神徳は、伊勢神道の説では神道五部書により祭神である豊受大神は万物を生み出す神で記紀の始原神であるを天之御中主神および国之常立神と同一神とされているが、現代の神社本庁はこの説をとらず、「豊受大御神はお米をはじめ衣食住の恵みをお与えくださる産業の守護神」としている。

入口の火除橋
第一鳥居
神楽殿

## 祭神
主祭神
- 豊受大御神（とようけのおおみかみ）

『倭姫命世記』によると、御神体は真経津鏡である。
相殿神
御伴神（みとものかみ）三座。東に一座、西に二座を祀る。天津彦彦火瓊瓊杵尊（あまつひこひこほににぎのみこと）、天児屋根命（あめのこやねのみこと）、太玉命（ふとだま）の三座とする見解もある。

## 歴史
外宮の鎮座の由来について、『古事記』・『日本書紀』の両書には記載がない。804年（延暦23年）に編纂された社伝『止由気宮儀式帳』によれば、雄略天皇の夢に天照大御神（内宮祭神）が現れ、「自分一人では食事が安らかにできないので、丹波国の等由気大神（とようけのおおかみ）を近くに呼び寄せるように」と神託した。『止由気宮儀式帳』にはそれが何年のことであるという記述はないが、『大神宮諸雑事記』の第一「雄略天皇」の条に「即位廿一年丁巳」、すなわち雄略天皇21年とある。この神託を受け雄略天皇22年7月7日 (旧暦)、内宮に近い「伊勢国度会の郡、沼木の郷、山田の原」の地に豊受大御神を迎えて祀った。外宮の鎮座は内宮の鎮座から484年後のことであるという記述があるが、天皇の在位期間を機械的に西暦に当てはめて計算すると、その年数が一致しない。延喜式神名帳には「度会宮 四座」と記載され、大社に列している。
代々度会氏が神職として奉職した。鎌倉時代に内宮と同格かより上位の神格として扱われるべきだとの主張が同社の神職から出されるようになった。1296年か1297年頃には「豊受皇大宮」を号するようになり、皇の字を使っていることについて内宮が抗議する事態も起こっている。こうした中で、度会家行が、豊受大神は天之御中主神・国常立神と同神であり、外宮は内宮よりも立場が上であるとする伊勢神道（度会神道）を唱えた。また、門前町として山田が形成された。

### 明治以降
1876年の伊勢暴動の際には、中島・浦口・常盤・大世古といった町が炎上し、外宮でも防御態勢を取ったが、破壊や放火といった被害は受けずに済んだ。1945年1月14日午後2時53分、外宮の神域に5か所6発の爆弾が投下され、五丈殿・九丈殿・神楽殿・斎館で被害が発生した。その被害は軒先と戸障子の破損や板塀の倒壊、屋根に数か所の穴が開いた程度で軽微であった。7月28日から7月29日の宇治山田空襲では、御垣内にも焼夷弾が降り注いだが、御垣内が火に包まれることはなかった。後に外宮宮域から搬出された焼夷弾の残骸はトラック3台分にも及んだという。

## 境内
正宮は、正殿・西宝殿・東宝殿の3つからなるが、幾重に板垣が巡らされており、拝所からは直接見ることはできない。正殿の背後には御饌殿（みけでん）と外幣殿（げへいでん）が並ぶ。正宮の隣には次の神宮式年遷宮の際に正宮が建てられる御敷地（みしきち）がある。この御敷地は、前回の式年遷宮の時に正宮が置かれていた土地であることから「古殿地」とも称する。
社地の面積は内宮の10分の1ほどで、内宮と異なり左側通行である。境内には多賀宮（たかのみや）、風宮（かぜのみや）、土宮（つちのみや）の3つの別宮（べつぐう、正宮に次ぐ高位の宮）を始め、斎館、神楽殿、神々の食事を調製する忌火屋殿（いみびやでん）、神酒を納めた御酒殿（みさかどの）などの建物があり、外宮の境界を守る四至神（みやのめぐりのかみ）が大庭（おおば）の前に祀られている。北御門口鳥居から北西に伸びる道を進むと、伊勢市を含む度会郡の守護神を祀る摂社の度会国御神社、更にその奥に五十鈴川河口を守る末社の大津神社が鎮座する。同じ境内にありながら、直接的に境内の参道ではつながっておらず、一度御木本道路（三重県道32号伊勢磯部線）に出る必要のある神社として、度会大国玉比賣神社、伊我理神社、井中神社がある。

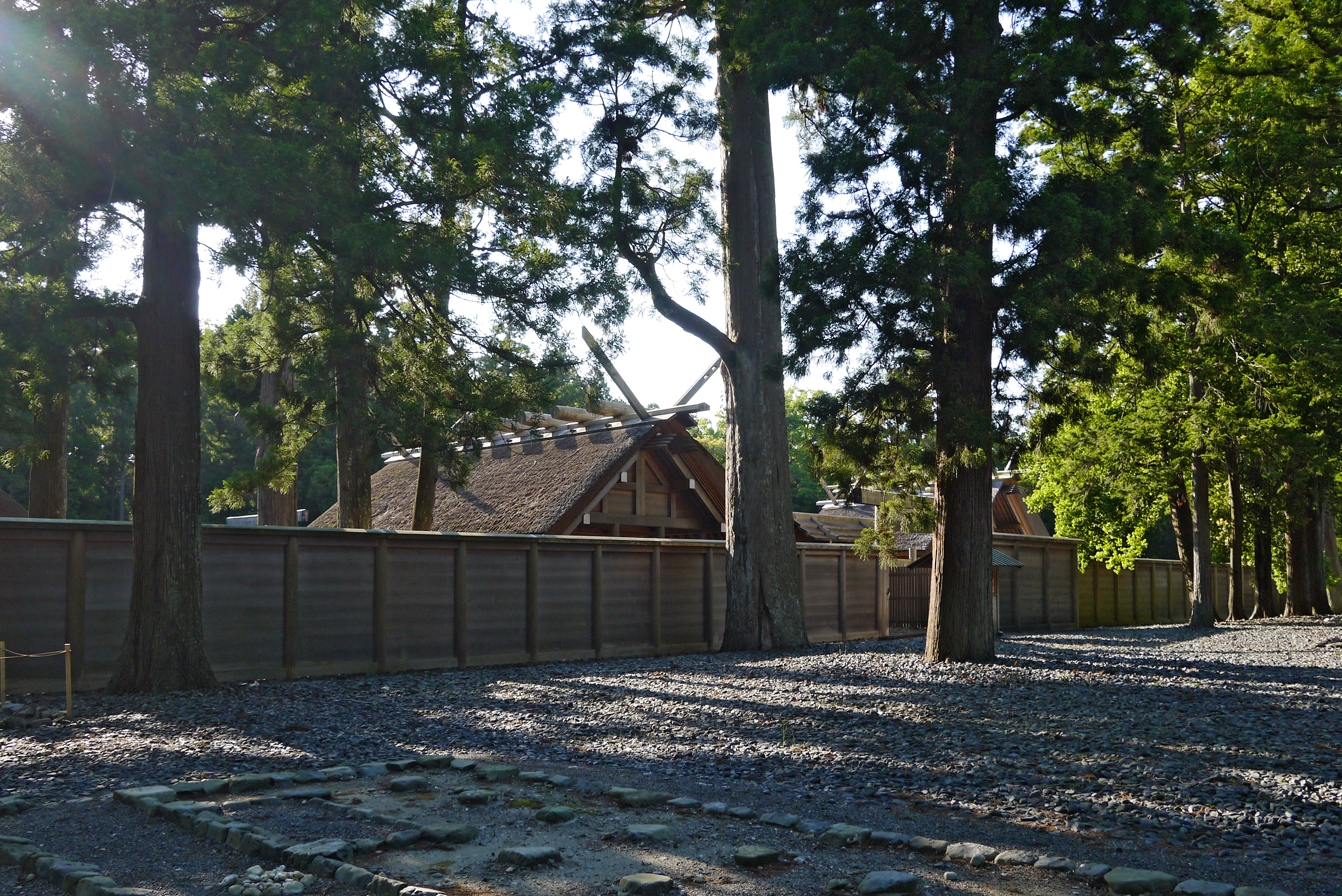
正宮
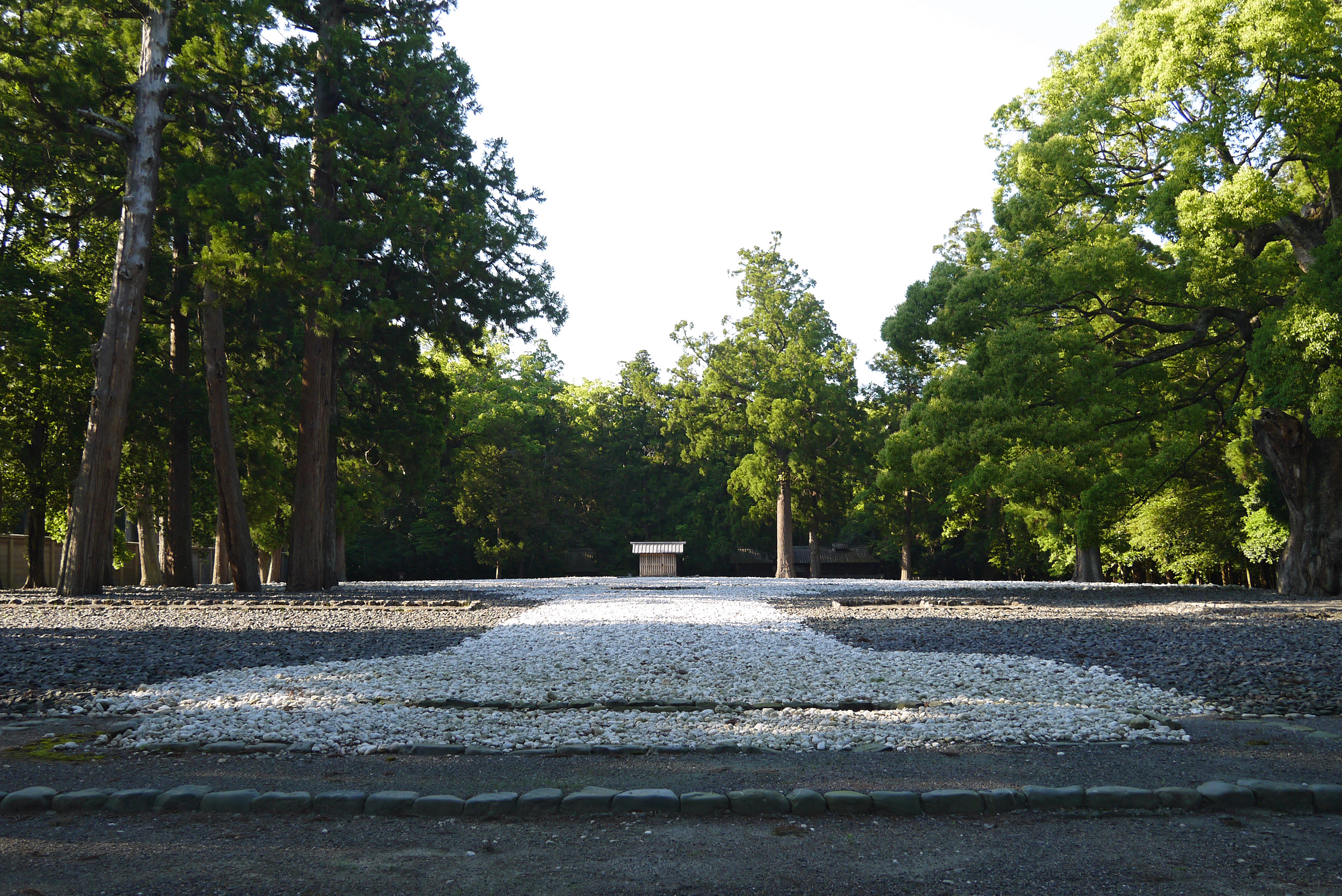
御敷地
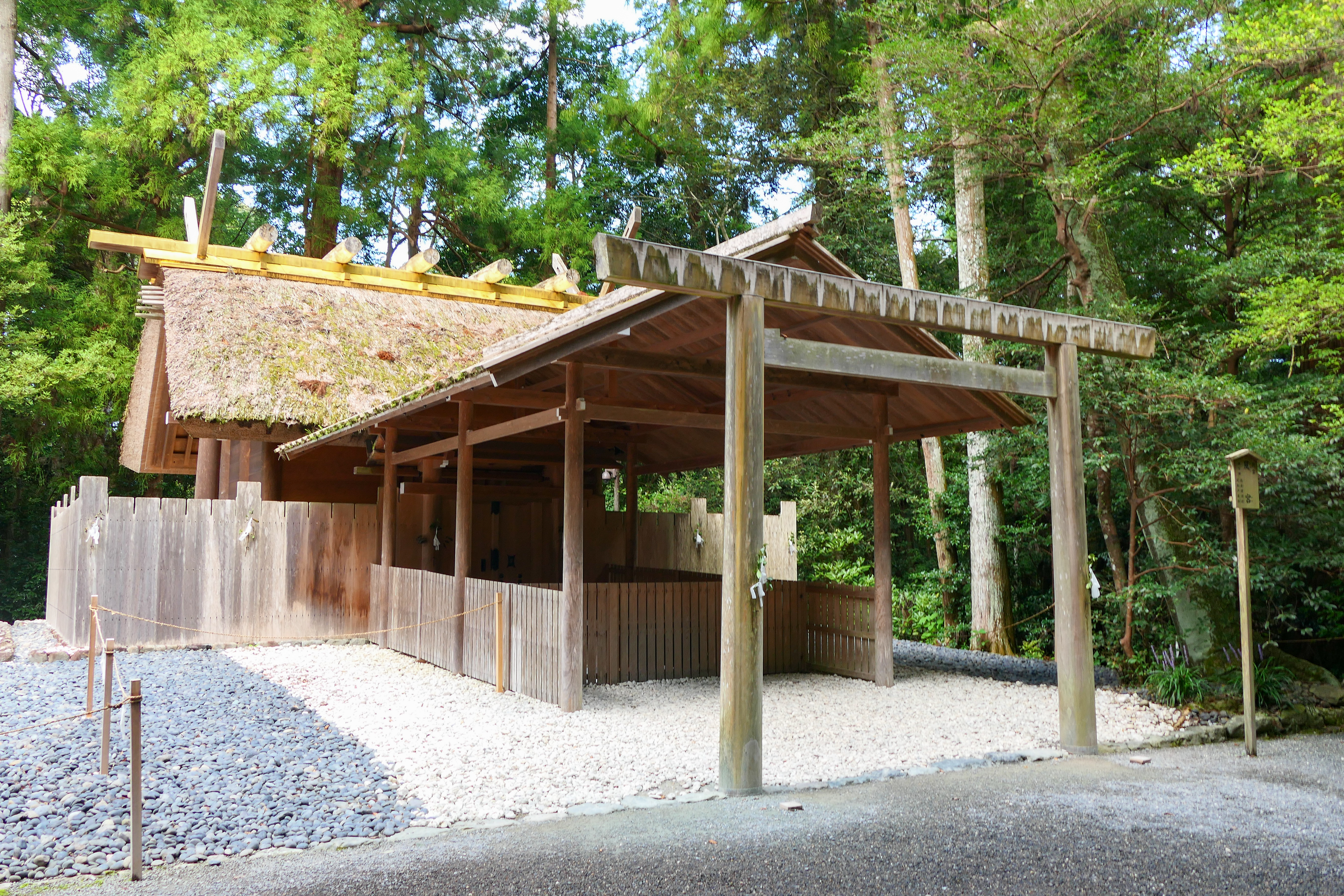
風宮
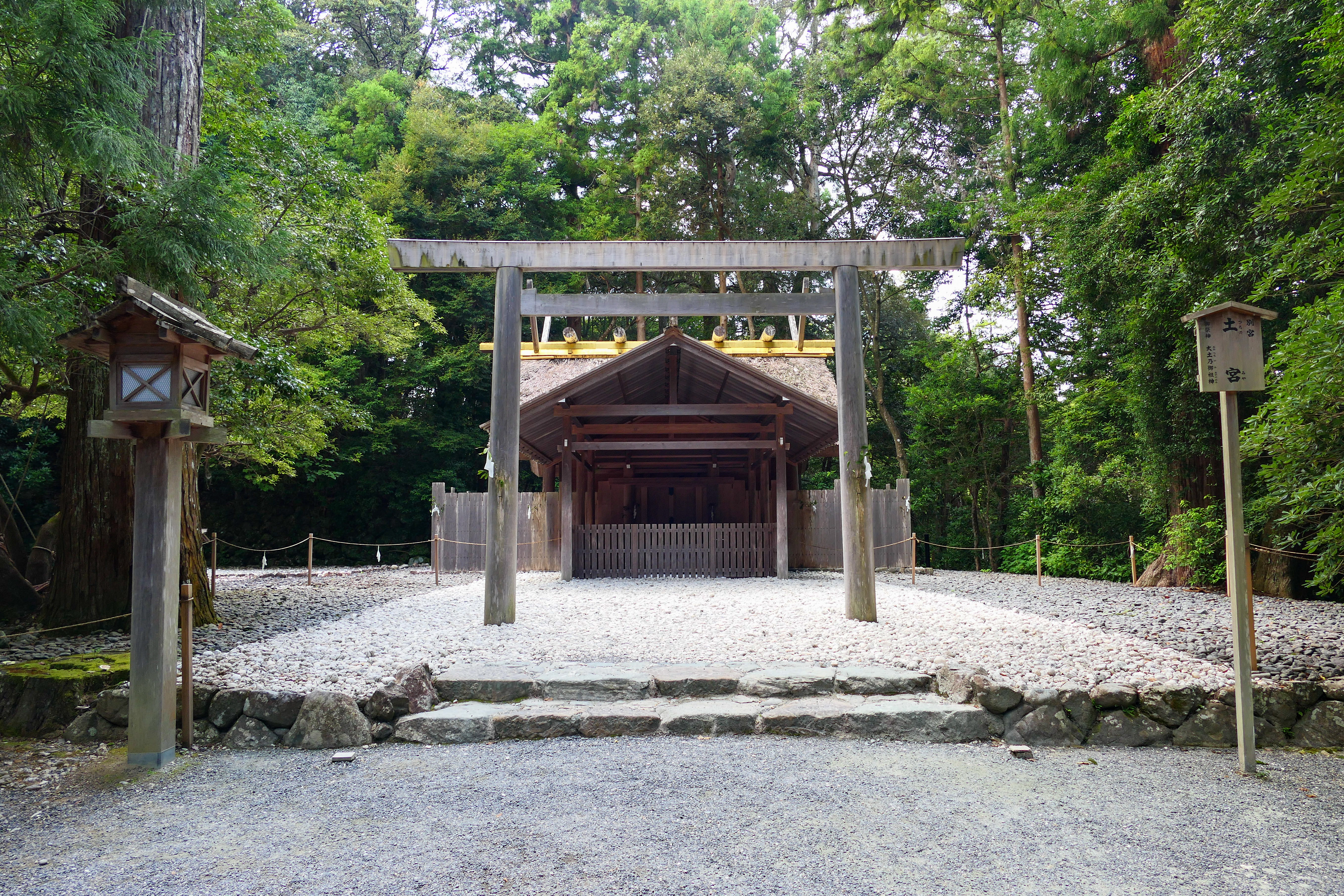
土宮
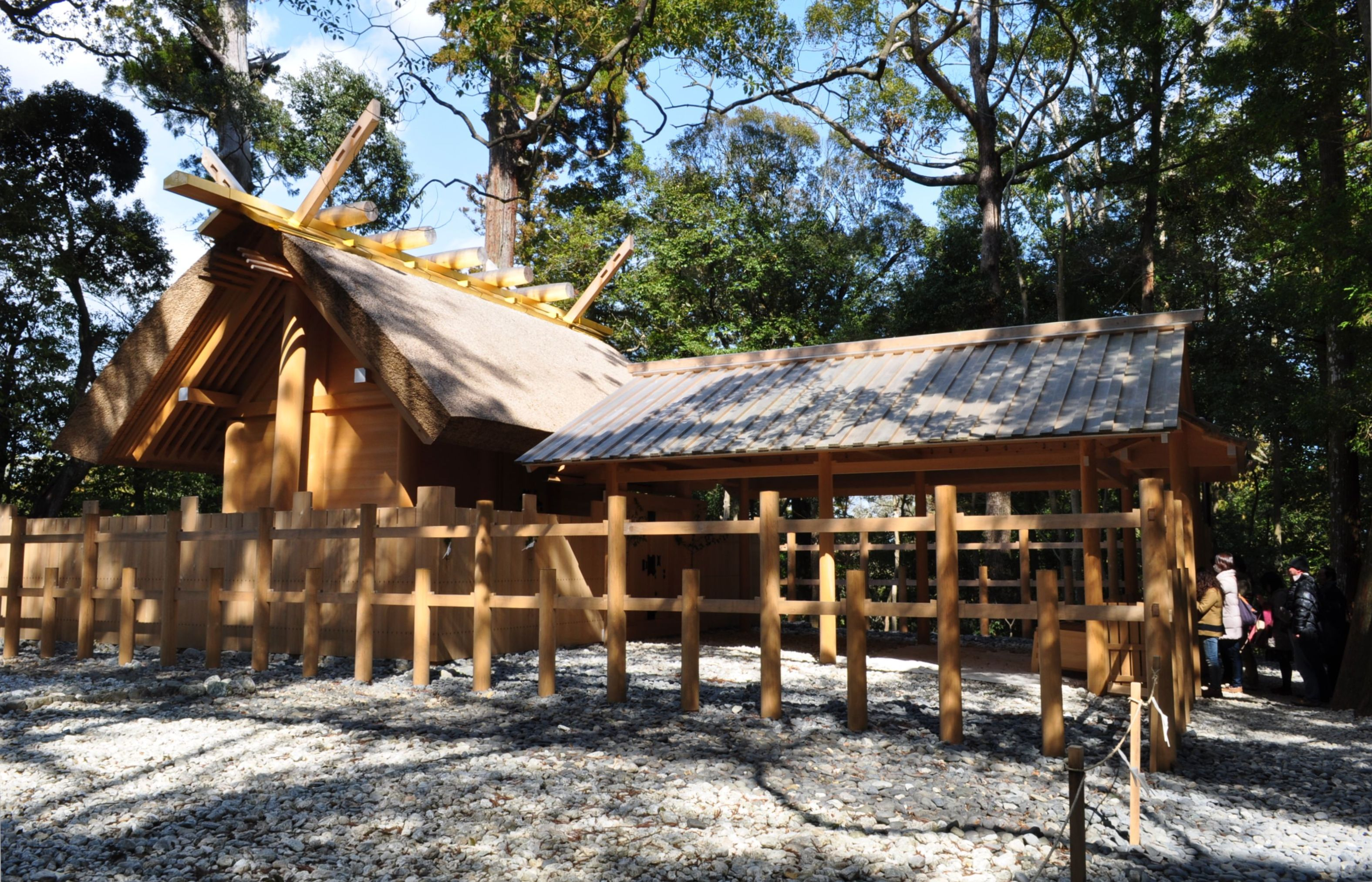
多賀宮

## 摂末社

### 外宮別宮
別宮（べつぐう）は「正宮のわけみや」の意味で、神宮の社宮のうち正宮に次いで尊いとされる。計4宮。
- 多賀宮 （たかのみや）
  - 式内社（大）
  - 鎮座地：外宮境内（北緯34度29分7.44秒 東経136度42分13.84秒 / 北緯34.4854000度 東経136.7038444度）
- 土宮 （つちのみや）
  - 鎮座地：外宮境内（北緯34度29分8.86秒 東経136度42分11.94秒 / 北緯34.4857944度 東経136.7033167度）
- 月夜見宮 （つきよみのみや）
  - 式内社（小）
  - 鎮座地：伊勢市宮後（北緯34度29分34.92秒 東経136度42分21.11秒 / 北緯34.4930333度 東経136.7058639度）
- 風宮 （かぜのみや）
  - 鎮座地：外宮境内（北緯34度29分9.20秒 東経136度42分14.24秒 / 北緯34.4858889度 東経136.7039556度）

### 外宮摂社
摂社（せっしゃ）は、正宮、別宮を除いた『延喜式神名帳』に記載されている神社。定義では摂社は全て式内社となるが、戦国時代にほぼすべてが廃絶となり、江戸時代の寛永年間（1630年代）から明治初頭（1870年代）にかけて復興されたため、式内社の比定地とされる場合がある。計16社。
- 草奈伎神社 （くさなぎ-）
- 大間国生神社 （おおまくなり-） 2座
- 度会国御神社 （わたらいくにみ-） - 式内社
- 度会大国玉比賣神社 （わたらいおおくにたまひめ-）
- 田上大水神社 （たのえおおみず-）
- 田上大水御前神社 （たのえおおみずみまえ-）
- 志等美神社 （しとみ-）
- 大河内神社 （おおこうち-）
- 清野井庭神社 （きよのいば-）
- 高河原神社 （たかがわら-）
- 河原神社 （かわら-）
- 河原淵神社 （かわらぶち-）
- 山末神社 （やまずえ-）
- 宇須乃野神社 （うすのの-）
- 御食神社 （みけ-）
- 小俣神社 （おばた-）

### 外宮末社
末社（まっしゃ）は、正宮、別宮、摂社を除いた『延暦儀式帳』に記載されている神社。計8社。
- 伊我理神社 （いがり-）
- 県神社 （あがた-）
- 井中神社 （いなか-）
- 打懸神社 （うちかけ-）
- 赤崎神社 （あかさき-）
- 毛理神社 （もり-）
- 大津神社 （おおつ-）
- 志宝屋神社 （しおや-）

### 外宮所管社
所管社（しょかんしゃ）は、正宮・別宮・摂社・末社以外の神社。計4社。
- 御酒殿神 （みさかどののかみ）
- 四至神 （みやのめぐりのかみ）
- 上御井神社 （かみのみいの-）
- 下御井神社 （しものみいの-）

## 祭事
伊勢神宮における祭儀は、「外宮先祭」として皇大神宮（内宮）より先に外宮で行うが、神宮式年遷宮に関しては内宮を先とする習わしがある。

### 日別朝夕大御饌祭
日別朝夕大御饌祭（ひごとあさゆうおおみけさい）。毎日午前8時から午前9時までにかけての朝大御饌、午後3時から午後4時までにかけての夕大御饌の毎日2回、外宮御饌殿において御饌を供えて行う神事。常典御饌とも呼ばれる。豊受大神宮の斎館にて前日から潔斎していた権禰宜が、外宮の「忌火屋殿」において火錐具を用いて錐り出す「忌火」とよび、神聖とされる火を使用して、同じく前日から潔斎していた神職が調理した御飯（おんいい）（蒸飯）3盛、上御井神社の神水、御塩（みしお）、干鯛（季節により、スルメ・カマス・ムツ）、乾鰹、海藻、野菜、果物、清酒3献を、禰宜、権禰宜、宮掌各1名、出仕2名が「御饌殿」において、天照皇大神と豊受大御神と、天手力男神、万幡豊秋津姫命、相御伴神三座に奉る祭典。
神饌としての御塩を御塩殿神社から、外宮に運ぶ際に使う御塩道が定められており、また、御塩の豊受大神宮斎館への輸送のためだけに用いられる橋として「御塩橋」が外宮の宮域にある。
米は伊勢市内の「神宮神田」、野菜は伊勢市内の「神宮御園」で造られるなど、神宮の神饌は自給自足を旨としているだけでなく、祭具としての土器も多気郡明和町にある土器調製所で造られている。

## 神馬

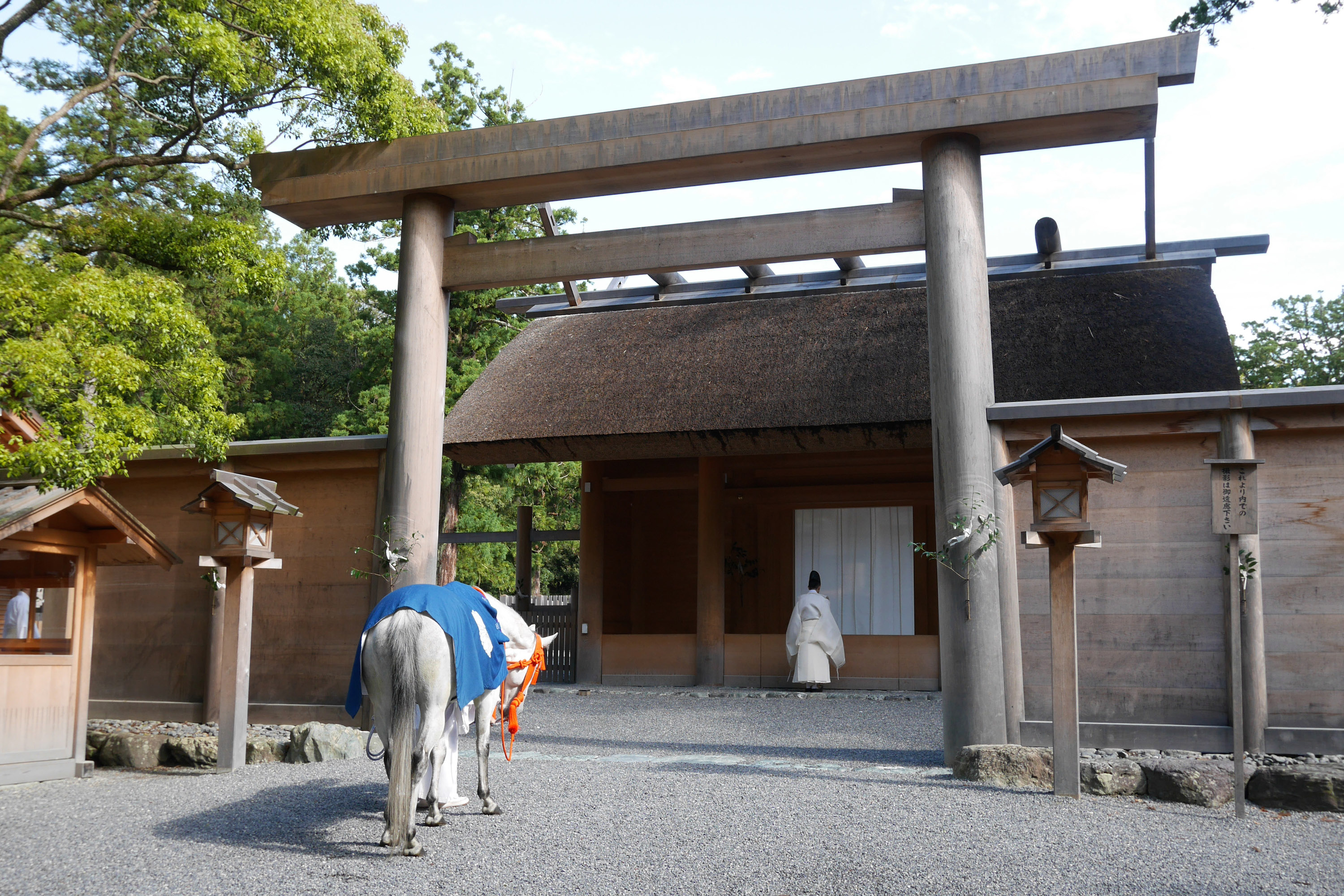
神馬の見参

外宮では皇室から奉納された2頭の神馬を飼育しているが、神馬が退落（死亡）してしまった場合は神馬が新たに奉納されるまでは2頭でない時期が生じる。退落した神馬は専用の墓所に葬られ、新たに奉納された神馬は牽進式が執り行われる。お祓いを受けた後に神馬を正宮の垣内に参入させ神職が祝詞を奏上、新しい神馬の奉納を神前に報告する。
神馬は御厩（みうまや）にいることもあるが、天候や神馬の体調によりいない場合もある。地元では「お馬さま」と敬称で呼ばれ、写真を撮影されても動じることはないが、ストロボ撮影は禁止されている。
毎月1日・11日・21日には正宮へ参拝する「神馬牽参」（しんめけんざん）が行われる。午前8時前後、神職に伴われ神馬が正宮前へ進み、正宮にお辞儀をするのが通例であるが、雨天の場合や神馬が進もうとしない場合などは見送られることがある。神馬牽参の際、神馬は菊の御紋が入った馬衣（うまぎぬ）を身に付ける。
内宮でも外宮同様に2頭の神馬が飼育され、同日に神馬牽参を行う。

## 現地情報

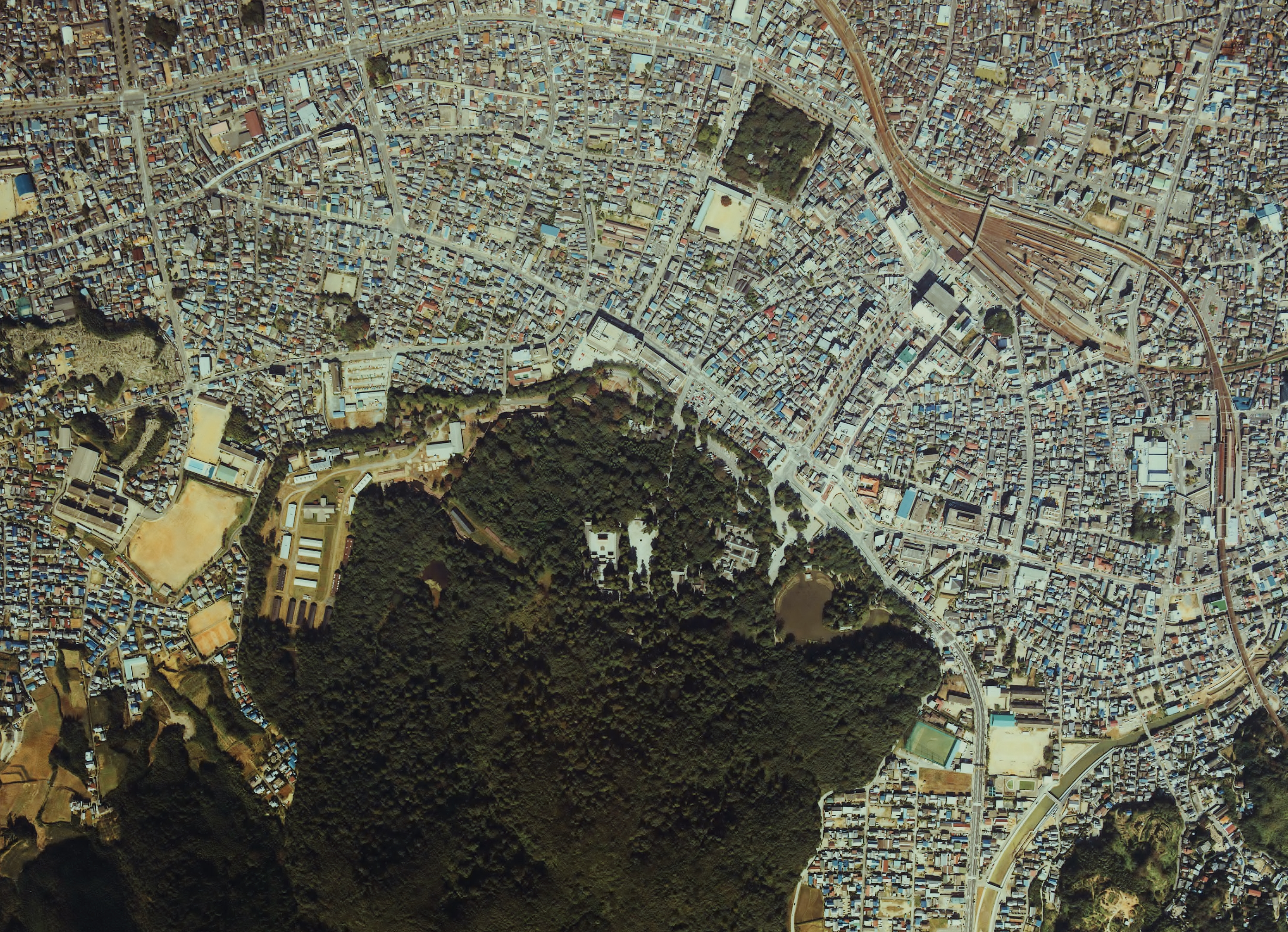
外宮付近の空中写真。1983年撮影。
。

### 所在地
- 三重県伊勢市豊川町

### 交通

#### 鉄道
- 最寄駅：JR参宮線・近鉄山田線 伊勢市駅 （徒歩約5分）
- 近鉄山田線・鳥羽線 宇治山田駅 （バス約6分）

#### バス
- 三重交通で「外宮前」バス停下車 （下車後徒歩すぐ）
- 三重交通「伊勢市駅前」バス停下車 （下車後徒歩5分）

#### 自家用車
- 伊勢自動車道 伊勢西ICから、三重県道32号伊勢磯部線（御木本道路）を北へ約5分。北御門前に434台収容の無料駐車場あり[28]。

#### 補足事項
- 外宮から内宮へは、徒歩で約50分（バス運行あり）

### 付属施設

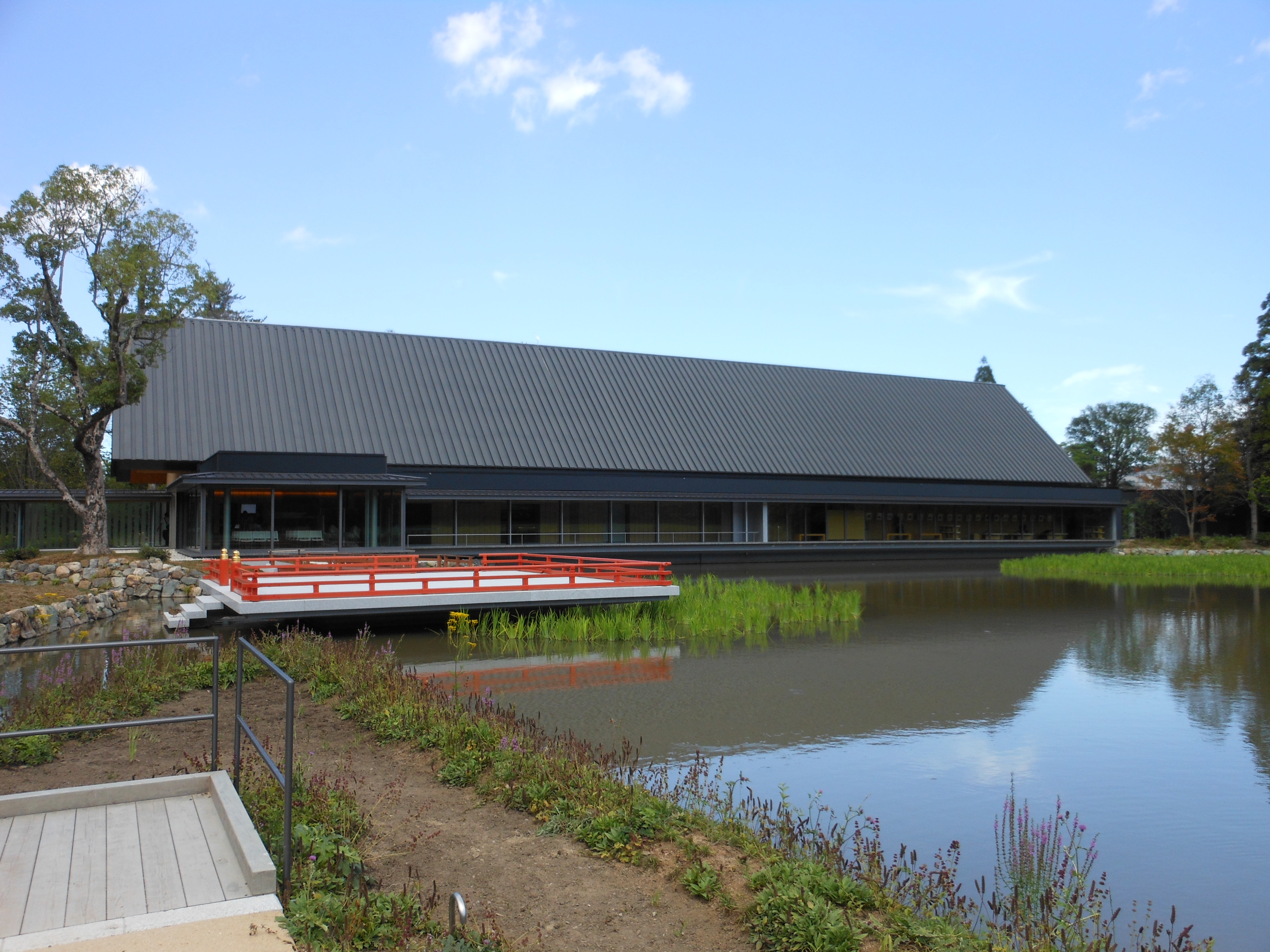
せんぐう館

- せんぐう館

2012年4月7日に開館した式年遷宮に関する資料館。外宮境内、勾玉池のほとりに建ち、外宮正殿や外宮宮域の模型などの展示やシアターや映像資料も備える。地上1階地下1階鉄筋コンクリート造一部鉄骨造、延床面積は2,440m2、総工費は25億円である。館内には休憩舎や奉納舞台も備える。
開館以来、1日平均2,000人の入館者がおり、予想を上回る早さで5月に5万人を達成、8月6日には10万人に達し、外宮参拝者増加にも寄与している。
2017年10月22日に、台風21号によって隣接する勾玉池が氾濫して水が流れ込み、地下の展示室が水没したほか、1階の展示室や事務室が浸水し電気系統・空調設備などにも被害が出た。そのため、2年に渡る休館を余儀なくされた（休館中も、無料の休憩所部分は利用可能だった）。その後、改修（外壁や床材の入れ替え、水害対策として外周を囲む高さ1.2メートルの止水壁・出入口ほか6個所への止水扉等の設置）や勾玉池の展望デッキ（フリーWi-Fi）の新設を経て、2019年11月7日にリニューアル開館した。

### 周辺
- 高倉山 - 外宮宮域の山域の総称。古くは式年遷宮の用材を供給する御杣山であった